# 공주 황새바위 천주교순교유적
공주 황새바위 천주교순교유적(公州 황새바위 天主敎殉敎遺蹟)은 대한민국 충청남도 공주시 교동 1-6에 있는, 조선시대 충청도 감영에 체포된 천주교인들을 처형한 유적지이다. 1997년 6월 5일 공주시의 향토문화유적 기념물 제1호로 지정되었다가, 2008년 12월 22일 충청남도의 기념물 제178호로 승격되었다.
충청도 감영에 체포된 천주교인들을 처형한 유적지이다. 공주 감영 또는 우영(右營)에 체포된 교인들은 현 교동성당 인근에 있는 감옥에 수감되었다가 이곳에서 처형되었는데, 내포의 사도라 불리는 이존창(李存昌)도 이곳에서 참수되었으며, 치명일기에 기록된 순교자만 164인에 이른다. 1980년 황새바위 성역화사업 추진위원회가 결성된 이후 천주교단에서 부지를 매입하였고, 1985년 순교자 248명의 이름을 새긴 무덤경당 및 순교탑을 건립하였으며, 1984년 이후 성지 담당 신부도 부임하고 있다.

## 개요
1986년 건축가 김헌에 의해 설계된 경당과 순교탑은 재료가 지닌 물성 및 기교가 배제된 디자인적 특성을 통해 순교공간으로서의 경건성을 담아내고 있다. 대지는 급한 경사의 언덕 중턱에 마당을 두고, 기념탑과 석주 및 경당 등이 배치되어 있다.
공주시 교동의 옛 공주감옥 터 뒷산에 오르면 순교성지인 황새바위가 있다. 이곳은 신유사옥 이후 공주감영이 순교자들을 공개 처형하던 장소로 사용한 곳이다.
이 황새바위에서 순교한 사람은 ‘내포의 사도’로 존경받는 단원 이존창과 손자선, 이성삼 등 확인된 순교자만 200여명이며, 미확인자까지 합하면 거의 1000여명이 넘을 것으로 추산하고 있다.
천주교 박해가 극심했던 1800년대 각 지방에서 잡힌 사학죄인들이 숱한 고문에도 배교하지 않았을 때 충청도의 감영이 있던 공주로 이송되어 이곳에서 다시 배교를 강요당한 후 그래도 배반하지 않으면 감사의 명에 의해 사형대에 올랐다.
죄인들의 공개 처형지였던 이곳 황새바위는 황새가 서식했던 곳이기에 황새바위라고도 하고, 죄수 목에 씌우는 칼이 황새 모양으로 생겼는데, 이곳에 있던 바위가 죄수들의 목에 씌우는 칼인 항쇄 모양으로 생겼고, 죄인들이 이 언덕 바위 앞으로 끌려나와 죽어 갔으므로 항쇄 바위라고도 한다.

## 참고 자료
- 공주 황새바위 천주교순교유적 - 국가유산청 국가유산포털